# Lucent-terrein
Lucent-terrein is een wijk in de gemeente Hilversum, op een plek waar vroeger het voormalige bedrijf Lucent gelegen was.

## Geschiedenis
Op deze plek over het spoor van Hilversum verrees op het einde van de negentiende eeuw langs de Larenseweg industrie. Eerst werden de fabrieken neergezet voor de verffabriek Ripolin. Aan de overkant van de Jan van der Heijdenstraat verrees NSF, later werd dit bedrijf in 1945 overgenomen door Philips Telecommunicatie, aan het eind van de twintigste eeuw fuseerde dit bedrijf met het Amerikaanse AT&T, wat als afgesplitst bedrijf daarna de naam Lucent Technologies kreeg.
Op deze plek stonden een viertal aan elkaar gekoppelde grote kantoorpanden, die echter na het verdwijnen van Lucent uit Hilversum leeg kwamen te staan. In 2015 werd besloten een aantal van deze gebouwen af te breken en er woningen en flatgebouwen te realiseren. Een tweetal gebouwen aan de Larenseweg, Jan van der Heijdenstraat werden echter behouden met een interne ombouw naar een appartementen complex en kantoor complex voor woningbouwvereniging de Alliantie.
Op een voormalige stuk grond wat oorspronkelijk als parkeerterrein voor Lucent dienst deed, is een schoolgebouw neergezet met de toepasselijke naam Lucent College.

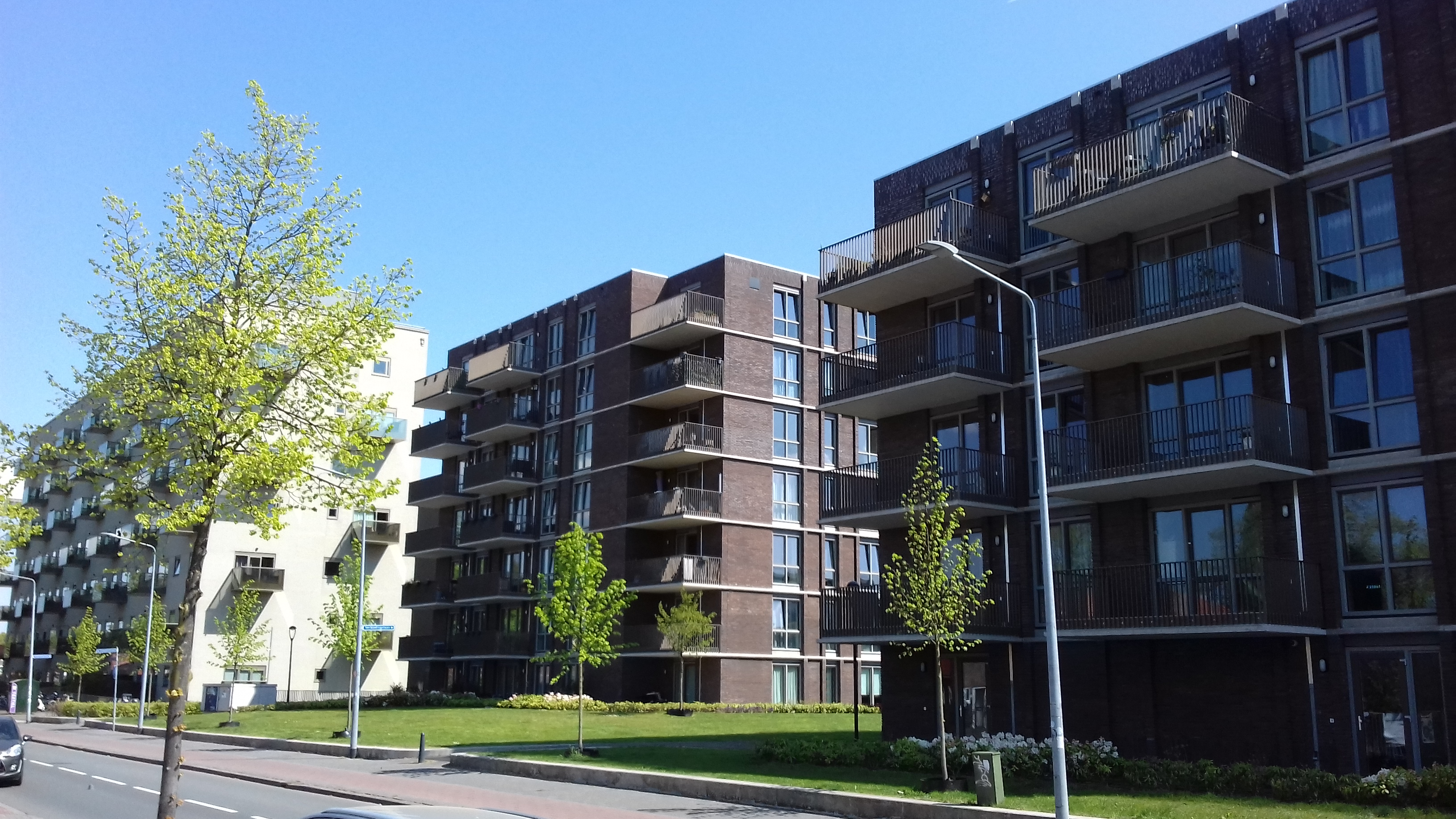
Lucent-terrein, Larenseweg
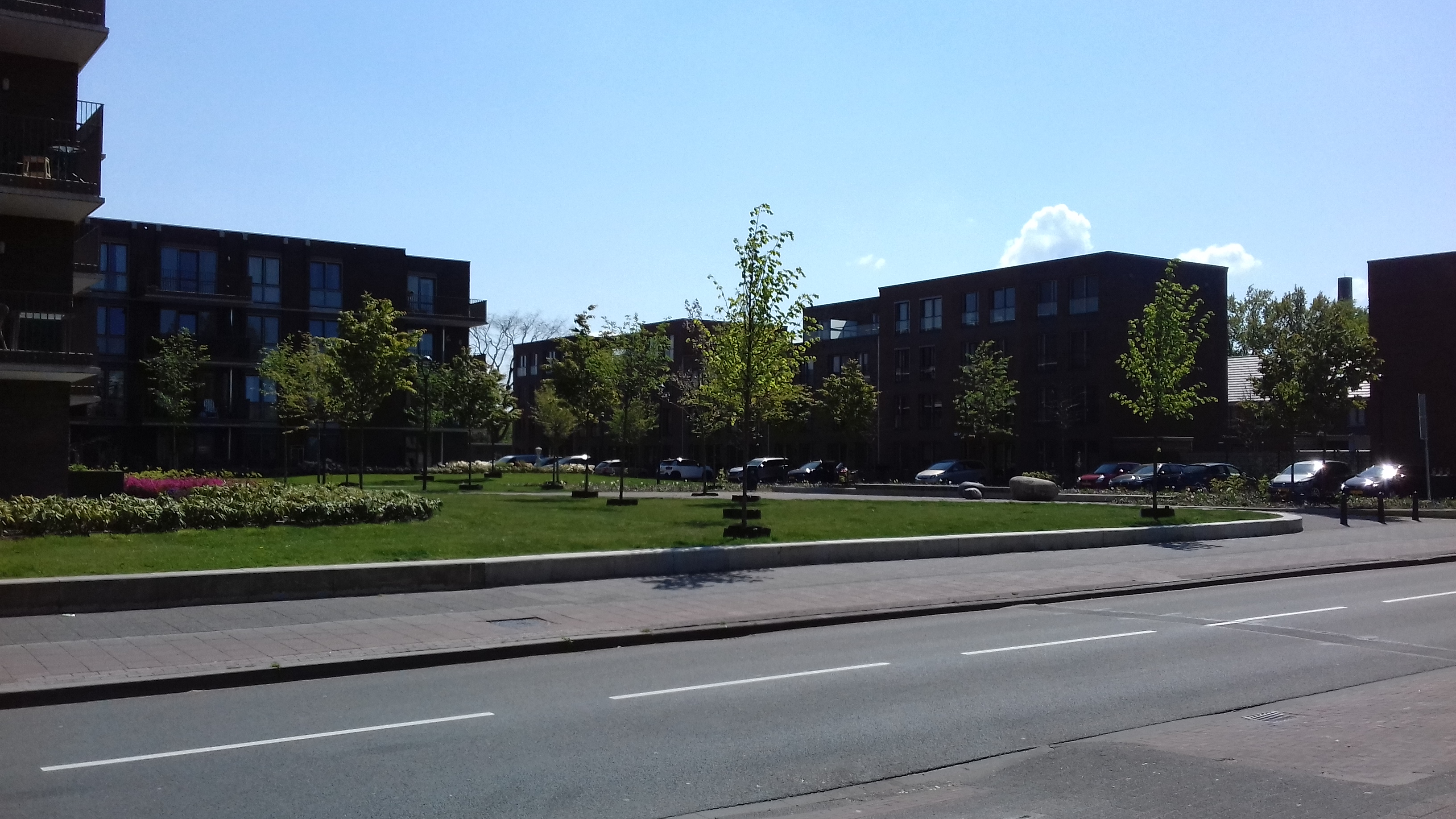
Lucent-terrein, Larenseweg
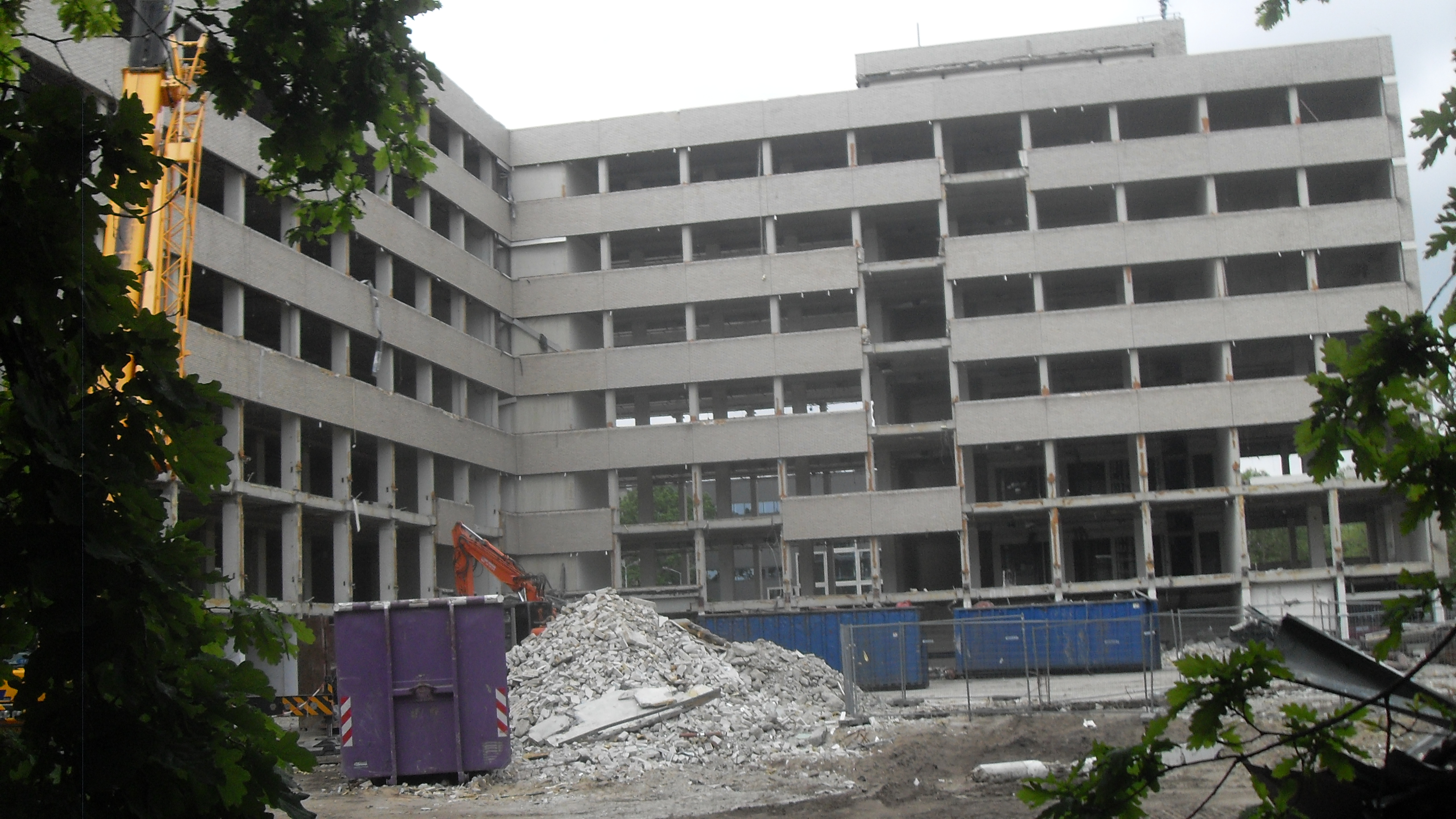
Lucent oud-kantoorgebouw
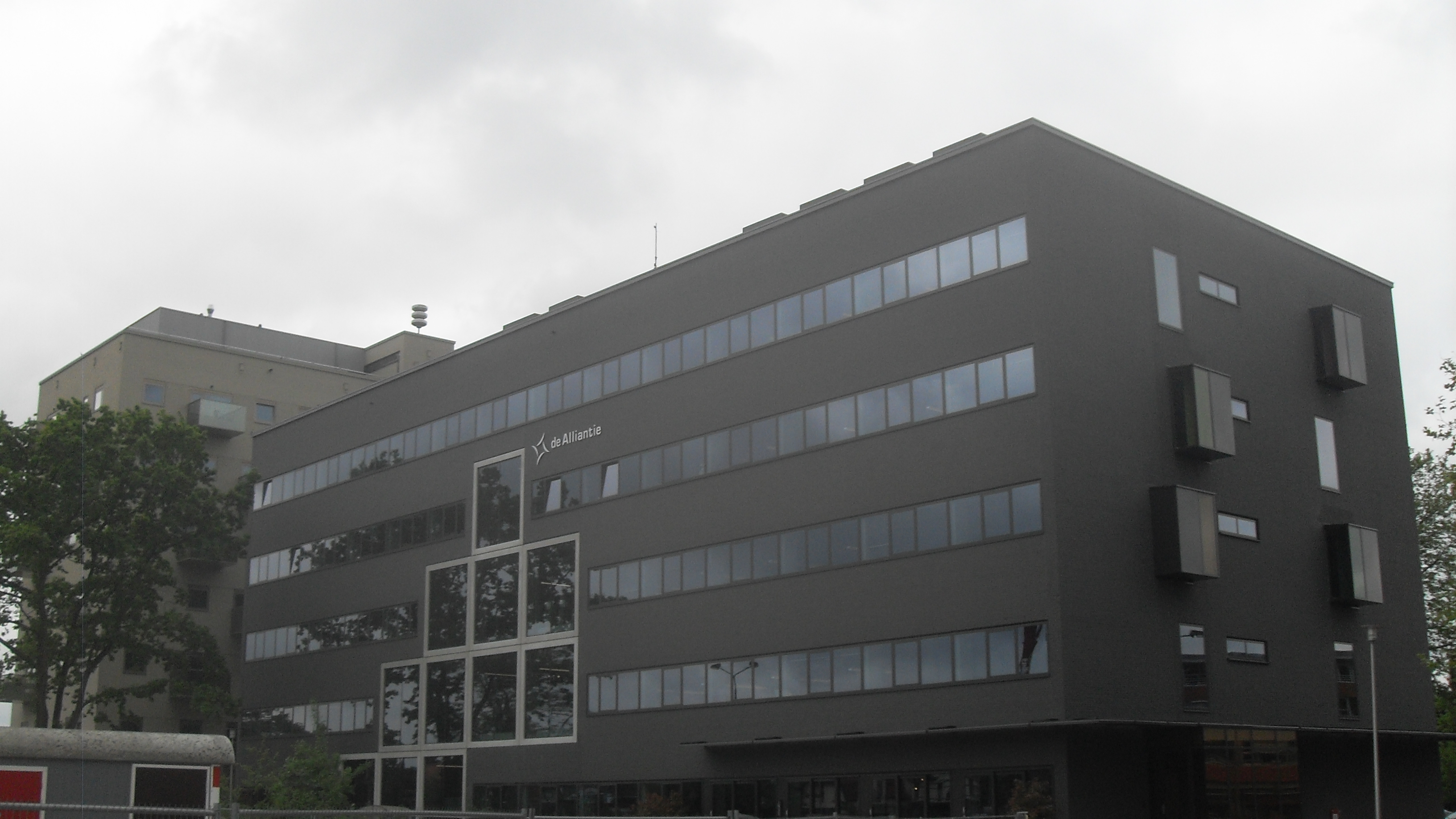
de Alliantie
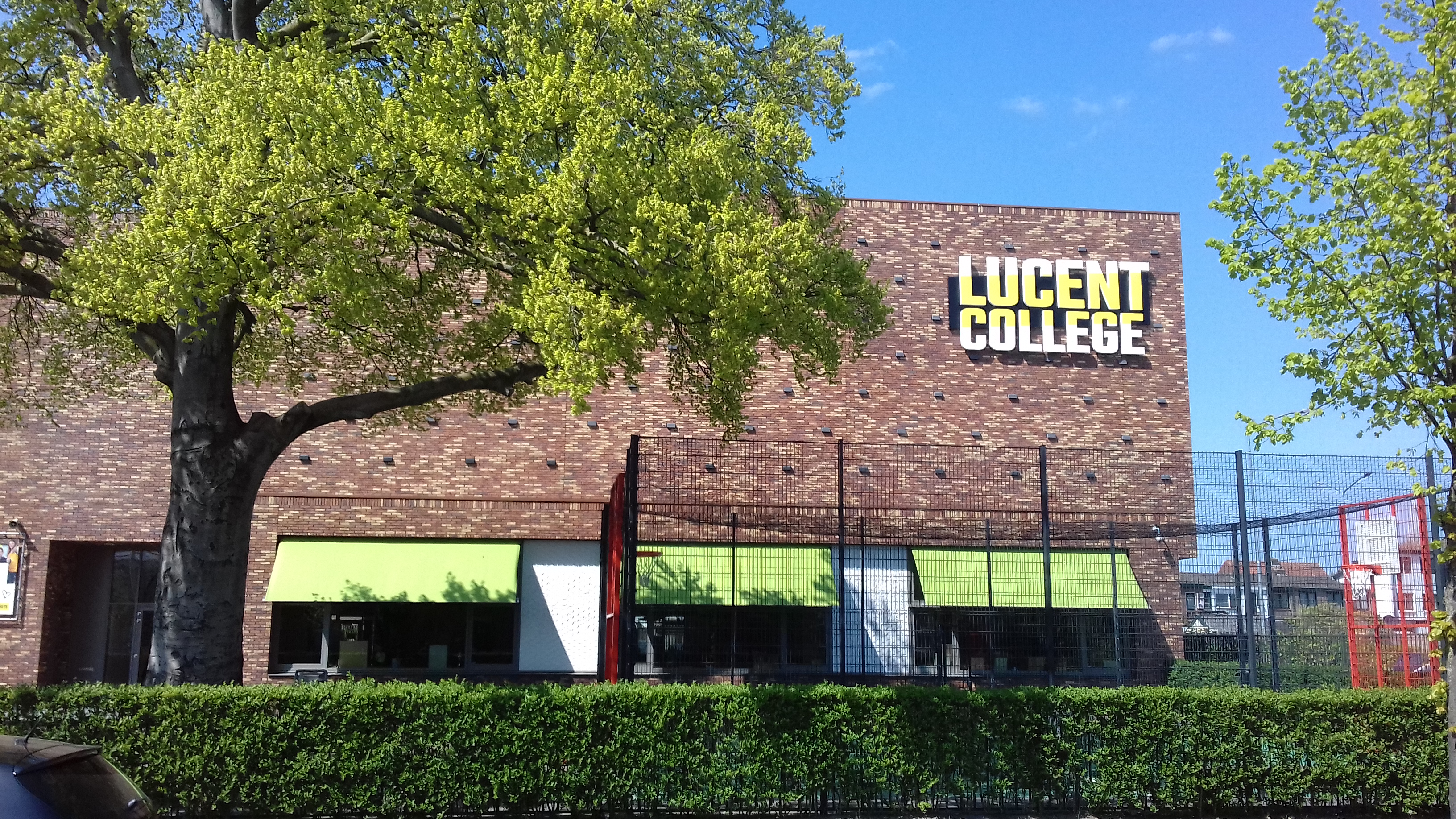
Lucent College